# Topstar
Topstar (Carex paniculata), ofte skrevet top-star, er et 50-150 cm højt halvgræs, der vokser ved søer, i ellesumpe og væld. Topstar danner meget store tuer.

## Beskrivelse
Topstar er en flerårig urt, der danner meget store, næsten stedsegrønne tuer. Flere Star-arter danner store tuer, men ingen så store som topstars. Tuerne kan med alderen blive over 1 [meter|m] i diameter. Gamle tuer står ofte på en søjle af visne blade og skud fra tidligere år, gennemvævet af rødder. Stråene er skarpt trekantede, og bladene er meget smalle og hvasse.
Blomstringen finder sted i maj-juni, hvor man finder blomsterne i endestillede, langstrakte samlinger af lysebrune småaks. De består foroven udelukkende af hanlige blomster, men længere nede af hunlige. Frugthylstrenes dækskæl har en bred hvid hindekant. Dette giver blomsterstanden et sølvagtigt skær. De enkelte blomster er 3-tallige og reducerede med brunlig farve. Frugterne er flade nødder.
Rodsystemet består af et trævlet rodnet, som udvikles både i jorden og oppe blandt de visne stængler og blade i tuen.
Højde x bredde og årlig tilvækst: 1,00 x 0,75 m (50 x 25 cm/år).

## Hjemsted
Topstar har sin naturlige udbredelse i Makaronesien, Nordafrika, Mellemøsten, Kaukasus og det meste af Europa, herunder i Danmark, hvor den er ret almindelig på Øerne og i Nordjylland, mens den er sjælden i resten af landet.
Den er knyttet til lysåbne eller halvskyggede voksesteder med en jord, der er ret næringsfattig og våd eller tidvist oversvømmet. Derfor finder man den på fugtig, vældpåvirket jordbund, f.eks. i ellesumpe og langs søbredder. Topstar vokser i et område, der er præget af vandførende ådale nær Hørby syd for Frederikshavn. I de vældprægede enge er arten dominerende i et samfund med bl.a. engblomme, engforglemmigej, kærhøgeskæg, kødfarvet gøgeurt og trævlekrone

## Galleri
|  |  |  |
|  |  |  |

| Portal | Portal:Botanik |

## Fodnote
1. ↑  Flemming Thorning-Lund: Den kystnære naturs planterigdom (Webside ikke længere tilgængelig)